# Lista de bairros de Urupá
Este anexo lista os bairros de Urupá, que são as divisões oficiais do município brasileiro supracitado, localizado no interior do estado de Rondônia, Região Norte do país. As subdivisões estão de acordo com a prefeitura da cidade, enquanto os dados populacionais foram coletados pelo Instituto Brasileiro de Geografia e Estatística (IBGE) durante o censo realizado no ano de 2010 e os dados dos domicílios estão de acordo com aquele instituto, com referências do mesmo ano.
Em 2010, Urupá era composta por 5 bairros oficiais, além de povoados rurais, comunidades ribeirinhas, de loteamentos e bairros não-oficiais localizados na área territorial do município. Segundo o IBGE, o mais populoso era o Novo Horizonte, reunindo 1 490 habitantes.

## Bairros de Urupá
| Bairros oficiais de Urupá |            |            |            |                         |
| Bairro                    | Habitantes | Habitantes | Habitantes | Domicilios particulares |
| Bairro                    | Homens     | Mulheres   | Total      | Domicilios particulares |
| Alto Alegre               | 671        | 656        | 1 327      | 553                     |
| Centro                    | 305        | 274        | 579        | 219                     |
| Novo Horizonte            | 727        | 763        | 1 490      | 553                     |
| Santíssima Trindade       | 464        | 451        | 915        | 321                     |
| Sumaúma                   | 371        | 373        | 744        | 272                     |